# Błotnica (województwo wielkopolskie)
Błotnica – wieś w Polsce położona w województwie wielkopolskim, w powiecie wolsztyńskim, w gminie Przemęt.

## Historia
Miejscowość pierwotnie związana była z Wielkopolską. Ma metrykę średniowieczną i istnieje co najmniej od końca XIV wieku. Wymieniona pierwszy raz w dokumencie z 1395 jako Blothnicza, 1411 Blotnicz, 1571 Blotnicza.
Początkowo miejscowość była własnością królewską, a później wsią duchowną, własnością Opactwa cystersów w Przemęcie. W 1530 leżała w powiecie kościańskim Korony Królestwa Polskiego. W 1563 należała do parafii Świętopietrze (obecnie Przedmieście koło Przemętu).
W 1395 gród Przemęt wraz z wsiami do niego należącymi, a w tym m.in. Błotnicę, w imieniu króla polskiego dzierżył wojewoda poznański Bartosz z Wezenburga. Po jego śmierci jaka nastąpiła w tym roku król polski Władysław Jagiełło oddał te majętności, wartosci 600 grzywien groszy praskich, w zarządzanie kolejnemu kasztelanowi poznańskiemu Domaratowi z Iwna. W 1408 Władysław Jagiełło zezwolił opactwu w Wieleniu koło Przemętu wykupić z zastawu za 600 grzywien groszy praskich miasto królewskie Przemęt wraz z wsiami, a w tym m.in. Błotnicę, od braci Andrzeja i Przybysława Gryżyńskich i nadał te posiadłości wspomnianemu klasztorowi. W 1409 Władysław Jagiełło nadaał wspomniane posiadłości wraz z Błotnicą opactwu w Wieleniu i obdarzył je tymi samymi wolnościami, jakie mają inne dobra klasztorne. W 1410 darowiznę Władysława Jagiełły dla klasztoru cystersów w Wieleniu zatwierdził papież.
Wieś odnotowały historyczne rejestry podatkowe. W 1530 miał miejsce pobór podatków z 4 łanów. W 1563 pobrano podatki z 8,5 łana oraz z karczmy dziedzicznej. W 1571 Błotnica odnotowana jako własność klasztoru w Przemęcie zapłaciła pobór z 7 i 1/4 łana, 1 i 1/4 łana sołeckiego, karczmy oraz od 2 rybaków. W 1580 pobrano podatki z 3 łanów, 2 łanów sołeckich oraz od 2 komorników.
Pod koniec XVI wieku miejscowość leżała w powiecie kościańskim województwa poznańskiego w Rzeczypospolitej Obojga Narodów.
W wyniku II rozbioru Rzeczypospolitej w 1793, miejscowość przeszła w posiadanie Prus i jak cała Wielkopolska znalazła się w zaborze pruskim. W okresie Wielkiego Księstwa Poznańskiego (1815–1848) miejscowość wzmiankowana jako Błotnica należała do wsi większych w ówczesnym powiecie babimojskim rejencji poznańskiej. Błotnica należała do kaszczorskiego okręgu policyjnego tego powiatu i stanowiła część majątku Kaszczor, który należał wówczas do rządu pruskiego w Berlinie. Według spisu urzędowego z 1837 roku Błotnica liczyła 194 mieszkańców, którzy zamieszkiwali 22 dymy (domostwa).
W latach 1954–1959 wieś należała i była siedzibą władz gromady Błotnica, po jej zniesieniu w gromadzie Przemęt. W latach 1975–1998 miejscowość administracyjnie należała do województwa leszczyńskiego.